# Повратак (филм из 1979)
Повратак је југословенски филм први пут приказан 5. јула 1979. године. Режирао га је Антун Врдољак који је написао и сценарио, заједно са Угом Пиром.

## Радња
Филм је заснован на истинитим догађајима који су се одиграли у Далматинском градићу током 1942. године. Други светски рат, већина људи гледа своја посла, али се све мења када полиција ухапси групу омладинаца под сумњом да су симпатизери покрета отпора. Огорчени суграђани организују опсаду полицијске станице.

## Улоге
| Глумац            | Улога                                             |
| ----------------- | ------------------------------------------------- |
| Борис Дворник     | Барба Фране                                       |
| Фабијан Шоваговић | Барба Паве                                        |
| Раде Шербеџија    | Жандарски наредник                                |
| Борис Бузанчић    | Шјор Берто                                        |
| Милена Дравић     | Роза                                              |
| Душица Жегарац    | Марија, Франина жена                              |
| Винко Краљевић    | Стипица                                           |
| Матко Рагуз       | Гришпе                                            |
| Рената Јурковић   | Љуба, млада партизанка                            |
| Драган Деспот     | Нико                                              |
| Зоран Гогић       | Млади партизан                                    |
| Душко Груборовић  | Омладинац                                         |
| Германо Сељановић | Млади партизан ... разговара телефоном са бандере |
| Драгољуб Лазаров  | Жандар                                            |
| Мато Ерговић      | Јуре                                              |
| Анте Вицан        | Полицајац                                         |
| Звонко Лепетић    |                                                   |
| Ратко Буљан       | Вале                                              |
| Ратко Главина     | Муцавац                                           |
| Иво Марјановић    | Барба Бере                                        |
| Тони Лауренчић    | Партизан                                          |
| Антун Кујавец     | Бријач                                            |
| Божо Јајчанин     | Барба, капетан теретног брода                     |
| Владимир Пухало   |                                                   |

Остале улоге  ▼
| Глумац             | Улога                         |
| ------------------ | ----------------------------- |
| Бисерка Алибеговић | Жена са жутим рубцем          |
| Ана Регио          | Лајава сусједа                |
| Хасија Борић       | Валеова супруга               |
| Владимир Шкаричић  | Маре, Јурина кћер             |
| Бруно Петрали      | Талијански часник             |
| Ђулио Марини       | Заробљени Талијан             |
| Галиано Пахор      | Талијански војник             |
| Еди Добриловић     | Устријељени талијански војник |
| Јосип Генда        | Кормилар брода                |
| Александар Цакић   | Кормилар партизанског брода   |
| Јован Стефановић   | Жандар                        |
| Предраг Петровић   | Ухапшени омладинац            |
| Дарко Стазић       | Ухапшени омладинац            |
| Ивица Задро        | Тони, Јурин син               |
| Иво Криштоф        |                               |
| Петар Бунтић       |                               |
| Домагој Вукушић    |                               |
| Мирослав Бухин     |                               |
| Симе Јагаринац     |                               |
| Владо Шимац        |                               |

## Награде
- На Фестивалу југословенског филма у Пули 1979. године:[4]

- Борис Дворник је за улогу Фране награђен Златном ареном.
- Томислав Пинтер — Награда за камеру.
- Ниш 1979. — Гранд прикс Ћеле кула Раде Шербеџија.[6]
- Врњачка бања 1979. — друга награда за сценарио.[7]